# Городничий (Российская империя)
Городни́чий — должность в Российской империи. Городничий был главой административно-полицейской власти уездного города с 1775 по 1862 год.
С 1775 года (после «Учреждения для управления губерний Всероссийской империи») городничий назначался Сенатом по представлению генерал-губернатора в города, где не было обер-коменданта. По Уставу благочиния 1782 года он назначался и в города, порученные обер-комендантам, в качестве помощника последнего. В XIX веке городничие определялись в уездные города из отставных военных и гражданских чиновников, преимущественно же из уволенных от службы раненых офицеров, состоявших под покровительством Комитета о раненных 18 августа 1814 года. Должность соответствовала 8 классу (см.табель о рангах). Если соискатель имел более высокий классный чин, то он ему оставлялся.
В качестве начальника исполнительной полиции в уездном городе городничий ведал все отрасли полиции безопасности и благосостояния; производил суд по маловажным полицейским проступкам и взыскания по бесспорным обязательствам; имел обязанности по делам казённым, по делам военного ведомства; одним словом, на городничего с подчиненными ему частными приставами и квартальными надзирателями возлагались все обязанности исполнительной полиции, столь многочисленные и разнородные, что точное выполнение их фактически было невозможно. При чрезвычайных обстоятельствах городничему под угрозой лишения служебного места и чести запрещалось покидать город.
Звание городничего было упразднено Указом от 25 декабря 1862 года. Городнические правления в тех городах, которые были подчинены уездной полиции, были присоединены к земским судам, переименованным в уездные полицейские управления, а в тех городах, которые сохранили свою, отдельную от уездной, полицию, они были переименованы в городские полицейские управления.
Городничие из раненых офицеров, состоявших под покровительством Комитета о раненых, были оставлены под покровительством этого комитета с сохранением им пожизненно или до получения другого штатного места жалованья по чину и того содержания, которое они получали по должности городничего; но на должности уездных исправников и полицеймейстеров они уже не назначались.

## Образ городничего в литературе
- «Ревизор» Н. В. Гоголя — Антон Антонович Сквозник-Дмухановский.
- «Повесть о том, как поссорился Иван Иванович с Иваном Никифоровичем» Н. В. Гоголя — Пётр Фёдорович.